# Le Mentor (film, 2012)
Pour plus de détails, voir Fiche technique et Distribution.
Le Mentor est un film français réalisé par Jean-Pierre Mocky, présenté en avant première au Festival de Belfort le 25 novembre 2012 et sorti en salles le 10 avril 2013.

## Synopsis
Le film raconte l'histoire d'un monsieur d'un certain âge, SDF distingué, qui devient le mentor d'une jeune fille de 20 ans. Il va s'intéresser à elle et l'empêcher de faire des bêtises, notamment d'épouser un imbécile. Il va essayer de changer sa vie en la rendant plus belle à la manière d'un ange gardien.

## Fiche technique
- Réalisation, scénario, production : Jean-Pierre Mocky
- Directeur de la photographie : Jean-Paul Sergent
- 1er assistant OPV : Michel Gallois
- Son : Francis Bonfanti
- 1er assistant réalisateur : Antoine Delelis
- Assistant : Kevin Peyromaure
- Régie : Fabrice Colson
- Chef machiniste : Julien Moine
- Chef électricien : Pascal Rose
- Maquilleuse : Sihanne
- Musique : Vladimir Cosma
- Tournage : du 13 septembre au 26 septembre 2011.
- Lieux de tournages : Paris, Vincennes (chalet du lac de Saint-Mandé), Yerres, Région parisienne.
- Genre  : drame
- Dates de sortie : 
  -  France : 25 novembre 2012 (Avant-première au Festival de Belfort) ; 10 avril 2013 (Sortie nationale)
- Affiche : Léo Kouper (France)

## Distribution
- Jean-Pierre Mocky : Ludovic
- Solène Hébert : Annette
- Clovis Fouin : Christian
- Simon Coutret : Alexandre
- Marina Monmirel : Caroline
- Freddy Bournane : Joe la limace
- Pamela Ravassard : la dame au landau
- Jean Abeillé : M. Béchamin
- Cyrille Dobbels : l'huissier
- Alain Kruger : le banquier
- Noëlle Leiris : la blonde
- Fabrice Colson : le gros
- Gilles Lecoq : le gérant de l'hôtel
- Pascal Lagrandeur : le serveur du lac
- Christian Chauvaud : Claverie
- Christophe Bier : l'employé des annonces
- Marie-Philomène Nga : Krshna
- Michel Vaniglia : le SDF à la guitare
- Cédric Tuffier : le grand SDF
- Michel Stobac : le petit SDF
- Guillaume Delaunay : le géant du vestiaire
- Catherine Berriane : la dame du vestiaire
- Emmanuel Nakach : le fromager du supermarché
- Sarah Bensoussan : la dame du parc
- Frédéric Buret : le serveur à la Truite Bleue
- Alain Schlosberg : le fripier
- David Blanc : l'organisateur de la soirée
- Olivier Defrocourt : l'inspecteur C&A
- Catherine Van Hecke : Gisèle
- Olivier Hémon : le docteur
- Nathan Agüero : le gosse mendiant
- Joelle Hélary : la dame au chien
- Jess Liaudin : le bonimenteur
- Jean-Michel Moulhac : le gérant de vérandas
- Noël Simsolo : M. Troublot
- Patrick Diwen : Henri, le type de la véranda
- Aude Roman : la jeune femme du manoir
- Dominique Boissel : le notaire
- Serge Bos : le prêtre
- Alain Vettese : le père d'Annette
- Michel Fréret-Roy] : le bijoutier
- Jean "José" Exposito et Martin Delavenne : les gardiens de prison
- Antoine Delelis : le type de la montgolfière
- Raphael Sheer : le caméléon
- Pamela Ravassard
- Lionel Laget
- Fabien Jegoudez
- Pierre Casadei
- Michel Vaniglia
- Anksa Kara
- Daphnée Lecerf
- Bettina Kox
- Joelle Helary
- Emmanuel Hubert